# ヒロハノエビモ
ヒロハノエビモ(Potamogeton perfoliatus)は、ヒルムシロ属の水生植物である。

## 概要
葉は半透明の楕円形で、完全に水に沈んでいる。茎はなく、8cm程度の長さになる。果実は4mm程度の大きさで、オリーブ色である。花は6月から9月に咲く。

## 分布

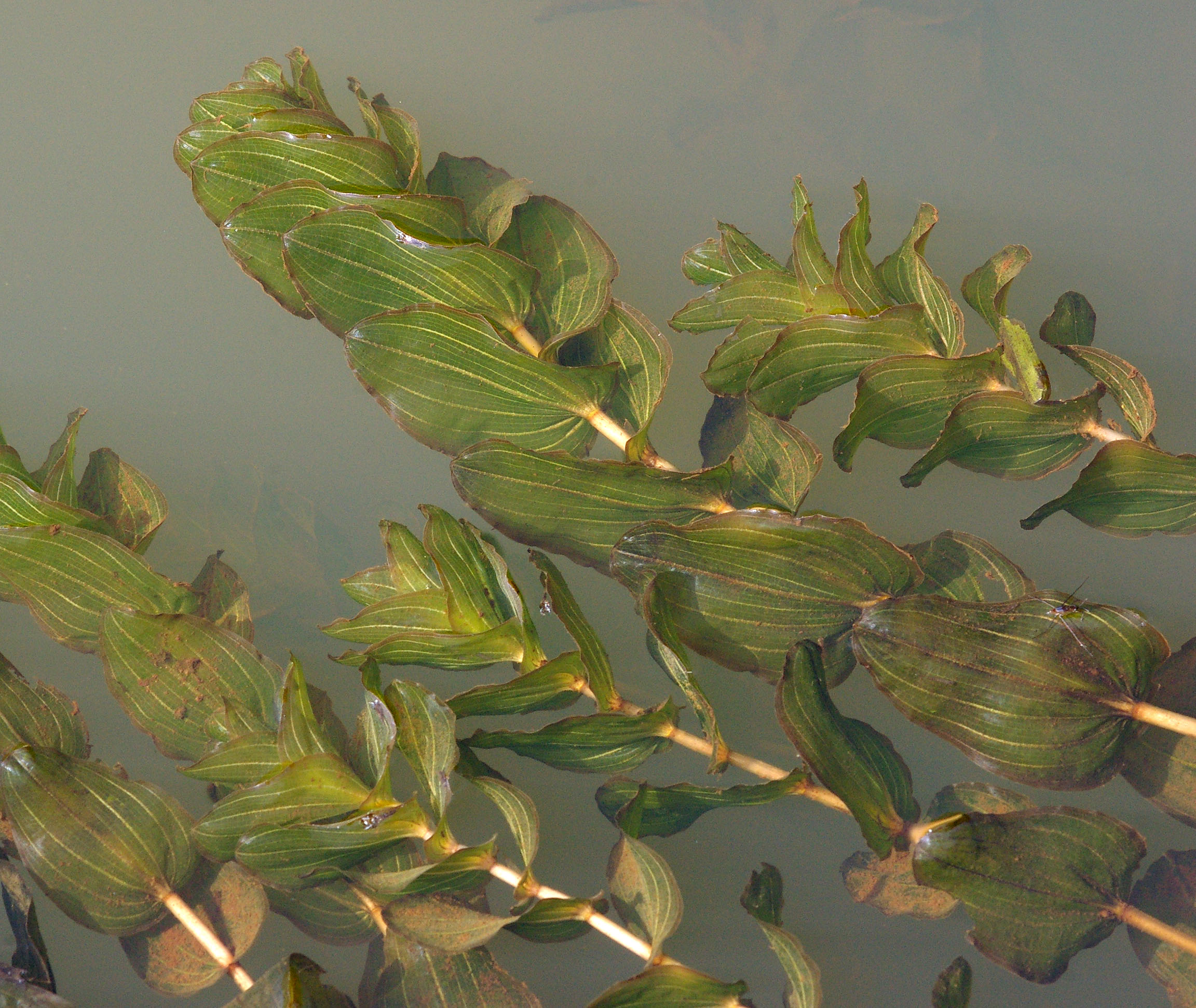

中央アメリカ、北アメリカ、ユーラシア、アフリカ、オーストラリアの淡水域及び汽水域の池や川に自生する。
アイルランドのゴールウェイのエリントン運河からも見つかっている。
日本（北海道から九州、西日本で稀少）の沼や湖にも自生し、アクアリウム用として利用されている。